# Зигмунт Кендзерський
Зигмунт Кендзерський (пол. Zygmunt Kędzierski, 1839, Сосниця — 17 січня 1924, Львів) — польський архітектор, підприємець, що працював переважно у Львові.

## Біографія
Народився в 1839 році в селі Сосниці (нині Підкарпатського воєводства). У 1865—1870 (за іншими даними, у 1857—1862) роках навчався у Львівській Технічній академії. Працював при будівництві колії Львів-Чернівці-Ясси, зокрема взяв участь у спорудженні вокзалів у Чернівцях і Яссах. Пізніше очолював контору «Przedsiębiorstwo Budowlane», звану також «Будівельним банком», від імені якого керував спорудженням головного корпусу Львівської політехніки у 1873—1877 роках і будівлею Галицької ощадної каси (проєкти Юліана Захаревича). 1878 року відкрив власне архітектурне бюро, що розміщувалось у Львові на нинішній вулиці Січових Стрільців, 3.
1903 року створив проєктно-будівельне бюро спільно з Міхалом Улямом. Фірма швидко зростала, ведучи будівництво за проєктами Кендзерського, але частіше — від сторонніх архітекторів. Серед таких були зокрема Тадей Обмінський, Роман Фелінський і Фердинанд Касслер. Досі не встановлено прямого авторства проєктів Уляма, якому ймовірно належала загальна концепція майбутніх споруд. Сам Кендзерський був співвласником фірми лише на початках.
1877 року Кендзерський став членом Політехнічного товариства у Львові. У 1881 році входив до його правління. Належав до кола організаторів Галицької крайової виставки 1894 року, до відділу, що мав презентувати проєкти транспортних комунікацій. У жовтні 1900 року став одним із засновників Кредитної спілки будівничих у Львові, де став президентом наглядової ради. Член Палати інженерської урядових уповноважених архітекторів і геометрів. 1895 року очолював її. Входив до Сталої делегації з'їздів при Політехнічному товаристві, у 1901—1903 роках очолював її. Член Міської ради Львова у 1883—1895 роках. Від 1894 року член екзаменаційної комісії для майстрів мулярських. Належав до Галицької інженерної палати. 1902 року очолював її, від 1903 — почесний член. Багато років був президентом Міського касино. Очолював Літературно-художнє товариство. Входив до складу журі конкурсу проєктів будинку Політехнічного товариства у Львові (1905), будівлі касино у Львові (1910), корпусу Львівського університету (1913).
Проживав у Львові на вулиці Кониського, 4а. Помер у Львові. Похований на Личаківському цвинтарі. На могилі надгробок авторства Броніслава Солтиса.

## Роботи
- Реконструкція житлового будинку у Львові на площі Ринок, 26 (1878).[15]
- Дослідження дефектів і укріплення фундаментів будівлі Галицького іпотечного банку у Львові 1879 року. Згодом Кендзерський прочитав на цю тему доповідь на засіданні Політехнічного товариства.[16] Новий головний вхід на розі будинку, добудований 1889. Флігель, споруджений 1895 року.[17]
- Перебудова дому на вулиці Галицькій, 20 (1881).[18]
- Прибуткові будинки Владислава Ригера на вулиці Крушельницької, 21 (1877—1878) і 17 (1882—1883). Співавтор архітектурного проєкту і автор скульптурного оздоблення Леонард Марконі.[19]
- Будинок римо-католицького капітулу на вулиці Галицькій, 6 (1883).[20]
- Нереалізований проєкт відновлення костелу в Калуші від 1889 року.[21]
- Завершення спорудження Гранд-готелю у Львові 1893 року, після смерті проєктанта — Еразма Герматніка. Проєкт фасадів виконав Леонард Марконі.[22]
- Прибуткові доми у пасажі Гаусмана (1894—1896).[23]
- Готель «Belle-Vue» на проспекті Свободи, 27 (1896).[23]
- Прибутковий дім на проспекті Шевченка, 14 (1897—1898).[23]
- Прибутковий дім на вулиці Винниченка, 3 (1899). Автор скульптурного оздоблення Броніслав Солтис.[24]
- Прибутковий дім на вулиці Театральній, 3 (1900).[23]
- Прибутковий дім на вулиці Гнатюка, 8-10 (1902).[25]
- Прибутковий дім адвоката Сегаля на проспекті Шевченка, 6, вулиці Мирослава Скорика, 4. Збудований 1905 року. За даними Мечислава Орловича проєктантом був Тадей Обмінський. Цьому однак немає документальних підтверджень. Натомість достеменно відомо, що будувала фірма Уляма і Кендзерського.[26]
- Житловий будинок на вулиці Ірини Калинець, 4 (1904–1905, будувала фірма Уляма і Кендзерського).[23]
- «Народна гостиниця» на вулиці Костюшка, 1. Збудована 1906 року. За даними Мечислава Орловича проєкт виконав Тадей Обмінський. Цьому однак немає документального підтвердження. Деталі спроєктував Філемон Левицький[27]. Достеменно відомо, що будувала фірма Уляма і Кендзерського.[28]
- Гімназія на вулиці Кушевича, 5 (1907).[23]
- Дім Юзефа Гаусмана на вулиці Дорошенка, 15. 1907 рік. Проєкт приписується Т. Обмінському, будувала фірма Уляма і Кендзерського.[29]
- Нові корпуси психіатричної лікарні на вулиці Кульпарківській у Львові. Керував будівництвом архітектор Каменобродський.[30] За іншими даними будівництво велось фірмою Уляма і Кендзерського з проєктом Альфреда Захаревича і Тадея Обмінського у 1904—1908.[31]
- Житлові будинки на вулиці Кониського, 4а, і 8 (1907—1908).[23]
- Будинки колишнього готелю «Еліт» на нинішній вулиці Огієнка, 18-18а (1909, будувала фірма Уляма і Кендзерського, автор імовірно Зигмунт Федорський).[23]
- Житлові будинки на вулиці Фредра, 4-4а (1909). За іншими даними — проєкт Романа Фелінського.[32]
- Фірма Кендзерського проєктувала нову будівлю Тернопільської вищої реальної школи.[33]

## Зауваги
1. ↑  Юліан Самуйлло стверджував, що народився у  Львові. Див. Samujłło J. Kęndzierski Zygmunt… — S. 363.